# 德國陸軍第1裝甲師
第一装甲师（简称：1.PzDiv）是德國聯邦國防軍陸軍的一个装甲师。其总部位于奥尔登堡。在德军的最近一次重组过程中，它成为新组建的拥有 35,000 名士兵的干预部队骨干力量。该师装备良好和训练有素，可以针对有组织的敌人以及在维和任务中进行高强度作战行动。分配给欧盟战斗群和北约反应部队的德国军队中的大部分来自这个师。它代表德军参与双边的第一德荷军团。
荷蘭皇家陸軍第43机械化旅自2019年起并入第1装甲师。

## 历史
该师成立于1956年7月1日，即德國聯邦國防軍正式成立的日子。它是新德国陆军的第一个全面运作的单位。最初被称为第 1掷弹兵师，它在1980年代进行了重组，并于1981年装备了装甲部队。在此期间，它是德国联邦国防军第一军团的一部分，又是北约北方集团军中欧盟军的一部分。
第1装甲师曾被部署到巴尔干半岛、阿富汗和其他几个维和行动中。在1962年的汉堡洪水、1970年代德国北部的灾难性森林大火和2002年德国东部的洪水等大型自然灾害期间，该师的部队也被部署到支持民间机构。
该师与美國陸軍第28步兵師建立伙伴关系。
2019年4月，该师司令部在巴伐利亚州霍恩费尔斯训练区担任“联合精神 X”演习最高指挥部 (HICON)。 演习负责人通常在欧盟/北约伙伴之间轮换。演习主要涉及第21装甲旅、立陶宛铁狼旅及其下属部队；来自15个国家的5630名参与者参加了比赛。该师已经拥有荷兰、英国和波兰军官。美国陆军第34装甲团第2营参加了演习。  来自第一安全部队援助旅的六个工程顾问小组提供了北约盟国和合作伙伴之间安全通信的实践经验和测试。   

## 2022年7月的组织架构

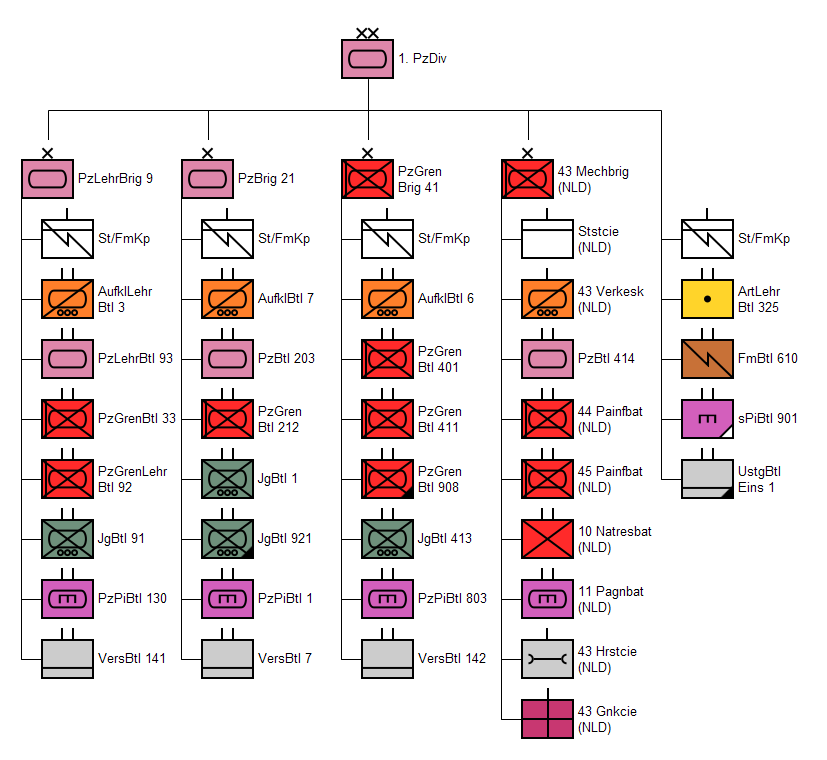
第一装甲师的组织架构

- 第1装甲师(1. Panzerdivision），位于奥尔登堡[7]
  - 第1装甲师参谋和信号连，位于奥尔登堡
  - 第9坦克旅（Panzerlehrbrigade 9），在明斯特
  - 第21装甲旅（Panzerbrigade 21），位于奥古斯多夫
  - 第41装甲掷弹兵旅（Panzergrenadierbrigade 41），位于新勃兰登堡
  - 第43机械化旅（43 Gemechaniseerde Brigade），位于哈维尔特
  - 第1作战支援营(Unterstützungsbataillon Einsatz 1)，在奥尔登堡（预备役部队）
  - 第325炮兵示范营 (Artillerielehrbataillon 325)，位于明斯特
  - 第610信号营 (Fernmeldebataillon 610)，在普伦茨劳
  - 第901重型工兵营（Schweres Pionierbataillon 901），位于哈维尔贝格（预备役部队）